# Can Viladoms de Baix
Can Viladoms de Baix és una masia de Castellbell i el Vilar (Bages) protegida com a bé cultural d'interès local.

## Descripció
Situat al sud de la urbanització de la Farinera, molt proper al Torrent dels Oms i amb extraordinàries vistes a la muntanya de Montserrat, el Parc Natural del Massís de Sant Llorenç del Munt i de la serra de l'Obac.
Conjunt arquitectònic format per un edifici principal amb vàries dependències, separades o annexades a aquest i ubicades en una parcel·la d'uns 1.500m².
L'edifici principal del conjunt, presenta planta rectangular i consta de planta baixa, primer pis i golfes. La coberta, de teula àrab, és a dues vessants i carener paral·lel a la façana principal. El parament, majoritàriament és arrebossat i pintat, i compta amb cadena cantonera amb carreus ben escairats i deixats a la vista. Les obertures, distribuïdes asimètricament al llarg dels diferents nivells, presenten acabats diversos. A la planta baixa són finestres quadrangulars i al primer pis, hi ha balcons cantoners i balcons, a la façana lateral, formats per cinc obertures amb una única barana. Aquests darrers, es caracteritzen pel seu emmarcament a base d'arcs de mig punt a sardinell suportats per grans pilastres amb els maons disposats de la mateixa manera. A les golfes, les obertures presenten una obertura menor respecte la resta de nivells i combinen la forma quadrangular amb la circular. La banda lateral de l'edificació, de visió directa des de la carretera, compta amb una gran terrassa delimitada per una barana feta a base de maó i gelosies de ceràmica.
Annex a l'edifici principal, s'hi alcen tres cossos que, tot i ser de construcció posterior, presenten una fisonomia similar. De la unió present entre totes les cobertes del conjunt arquitectònic, sobresurt una torre campanar.

## Història
La primera menció de la masia, tant de Viladoms de Dalt com Viladoms de Baix, és el capbreu de 1328.
L'any 2010, part dels terrenys i construccions de Viladoms de Baix, van ser totalment modificats per ubicar una casa de colònies. L'edifici principal i els tres cossos annexes, van mantenir la construcció original.